# Piper dilatatum
Piper dilatatum là một loài thực vật có hoa trong họ Hồ tiêu. Loài này được Rich. miêu tả khoa học đầu tiên năm 1792.